# King of Hearts
King of Hearts es el vigésimo segundo álbum de estudio del músico estadounidense Roy Orbison, publicado por la compañía discográfica Virgin Records en octubre de 1992. Es el segundo álbum de Orbison publicado de forma póstuma tras su muerte el 6 de diciembre de 1988 y fue recopilado por Jeff Lynne, compañero de Orbison en el grupo Traveling Wilburys, usando grabaciones y demos sobrantes de las sesiones de Mystery Girl. A diferencia de su predecesor, King of Hearts obtuvo un éxito inferior en las listas y solo llegó al puesto 179 en la lista estadounidense Billboard 200 y al 23 en la británica UK Albums Chart. Por otra parte, los sencillos «I Drove All Night» y «Heartbreak Radio» alcanzaron los puestos 7 y 36 respectivamente en la lista británica UK Singles Chart.

## Lista de canciones
Cara A
1. "You're the One" (Roy Orbison, Bill Dees) - 3:02
2. "Heartbreak Radio" (Troy Seals, Frankie Miller) - 3:00
3. "We'll Take the Night" (Roy Orbison, Will Jennings, J.D. Souther) - 4:57
4. "Crying" (dúo con k.d. lang) (Roy Orbison, Joe Melson) - 3:50
5. "After The Love Has Gone" (Roy Orbison, Jerry L. Williams) - 4:40

Cara B
1. "Love in Time" (Roy Orbison, Will Jennings) - 5:31
2. "I Drove All Night" (Billy Steinberg, Tom Kelly) - 3:47
3. "Wild Hearts Run Out of Time" (Roy Orbison, Will Jennings) - 4:55
4. "Coming Home" (Roy Orbison, Will Jennings, J.D. Souther) - 4:02
5. "Careless Heart" (Roy Orbison, Diane Warren, Albert Hammond) - 5:15

Temas extra (reedición de 2011)
1. "Life Fades Away" (Roy Orbison, Glenn Danzig) - 3:42

## Posición en listas
| País           | Lista                    | Posición |
| -------------- | ------------------------ | -------- |
| Australia      | ARIA Albums Chart        | 25       |
| Canadá         | RPM Albums Chart         | 61       |
| Estados Unidos | Billboard 200            | 179      |
| Nueva Zelanda  | New Zealand Albums Chart | 18       |
| Reino Unido    | UK Albums Chart          | 23       |

| Sencillo            | País        | Lista            | Posición |
| ------------------- | ----------- | ---------------- | -------- |
| «I Drove All Night» | Reino Unido | UK Singles Chart | 7        |
| «Heartbreak Radio»  | Reino Unido | UK Singles Chart | 36       |